# Néoux
Néoux är en kommun i departementet Creuse i regionen Nouvelle-Aquitaine i de centrala delarna av Frankrike. Kommunen ligger i kantonen Aubusson som tillhör arrondissementet Aubusson. År 2022 hade Néoux 279 invånare.

## Befolkningsutveckling
Antalet invånare i kommunen Néoux
Referens:INSEE